# Västra skogen Station
Västra skogen Station er en station på Stockholms tunnelbana, beliggende i området Västra skogen i bydelen Huvudsta i Stockholms Kommune. Stationen er et knudepunkt for Den blå linje, hvor de to grene fra henholdsvis Akalla og Hjulsta mødes. Stationen indviedes 31. august 1975.
Stationen har tre spor og to perroner. På stationen findes de længste rulletrapper, både i Stockholms Tunnelbana og i Vesteuropa; rulletrapperne mellem terræn og concourseniveau er 66 meter lange med en stigning på 33 meter. Fra concourseniveau til selve perronerne findes yderligere rulletrapper.
Kunsten på stationen er skabt af den svenske kunstner Sivert Lindblom og blev indviet samme år som stationen. Den færddiggjordes i 1985. Kunsten består blandt andet af forskellige kakkelklædte former langs væggene og et kontinuerligt kakkelmønster langs perronkanterne. Ydermere kan kunstnerens egen profil beses på forskellige steder. Lindblom blev til sit kunstværk inspireret af navnet "Ingentingskogen", som var den oprindelige arbejdstitel på stationen.
59°20′51″N 18°00′14″Ø / 59.3475°N 18.0039°Ø